# CANT Z.516
Il CANT Z.516 era un idrobombardiere medio a scarponi, trimotore ad ala bassa, realizzato dalla divisione aeronautica dell'azienda italiana Cantieri Riuniti dell'Adriatico nei primi anni quaranta e rimasto allo stadio di prototipo.
Progettato per rispondere ad una specifica per la fornitura di un nuovo velivolo biposto da destinare ai reparti della Regia Aeronautica della specialità, considerata oramai obsoleta, del bombardamento marittimo, fu la variante idro del CANT Z.1007bis ma seppur valutato dal personale militare il concorso non giunse mai alla sua conclusione ed il suo sviluppo venne abbandonato.

## Storia
Nel 1940 il Ministero dell'aeronautica, per conto della Regia Aeronautica, emise una specifica per la fornitura di un nuovo velivolo biposto da impiegare nel ruolo di bombardiere marittimo ed atto a sostituire il precedente CANT Z.506B "Airone". Alla richiesta rispose la CRDA con un progetto direttamente derivato dal bombardiere Z.1007bis basato a terra.

### Sviluppo
Il progetto venne affidato a Filippo Zappata che sfruttò l'esperienza acquisita sul precedente modello sostituendo il carrello d'atterraggio con una coppia di galleggianti di grandi dimensioni, gli stessi dello Z.506, ed introducendo una serie di modifiche minori tra cui l'adozione dei due elementi verticali dell'impennaggio dalla maggiore superficie e dalla forma più squadrata. Come il modello da cui derivava lo Z.516, questa la designazione assegnata al velivolo, era caratterizzato da una velatura monoplana ad ala bassa, una motorizzazione basata su tre radiali Piaggio P.XI RC.40 posizionati uno sul naso ed i restanti sul bordo d'attacco delle semiali ed un impennaggio bideriva.
Il prototipo venne ricavato dal primo esemplare di serie dello Z.1007bis bicoda, l'M.M. 23289, ovvero il 12º della IV Serie di produzione. Portato in volo per la prima volta dal pilota collaudatore dell'azienda Mario Stoppani il 3 agosto 1940, che ne constatò la validità del progetto, venne inviato a Vigna di Valle presso il Centro Sperimentale per gli idrovolanti e per l'armamento navale nel successivo febbraio 1941. Qui rimase per qualche tempo per essere valutato dal personale militare della Regia Aeronautica, ma dato che il concorso non giunse mai alla sua conclusione il velivolo venne riconsegnato all'azienda costruttrice che lo riconvertì allo standard CANT Z.1007bis.

## Utilizzatori
Italia
- Regia Aeronautica

utilizzato solo per prove.